# 酸化ウラン(IV)
酸化ウラン(IV)（さんかウラン よん、英: uranium(IV) oxide）、または二酸化ウラン（にさんかウラン、英: uranium dioxide）は、化学式が UO2 と表されるウランの酸化物である。通常は褐色の無定形粉末で、融点約2,800 °C、比重10.97、室温での定圧モル比熱は14 cal/molK、室温でのヤング率は200 GPa、硝酸に容易に溶けて硝酸ウラニルとなる。面心立方格子の蛍石型の結晶構造であり、単位格子中にウラン原子が4個、酸素原子が8個存在する。酸化プルトニウム(IV)とは任意の比率で固溶体を形成する。700 °Cで過定比酸化ウラン(IV) UO2+x が生じ、1200 °Cで亜定比酸化ウラン(IV) UO2-x が生じる。熱伝導度は室温では10 W/mK程度、1000 °Cでは4 W/mKであるが、O/U 比（酸素原子の個数とウラン原子の個数の比）が2からずれる、不純物の存在等により熱伝導率が低下する。

## 用途
高温で安定しているため金属ウランに替わって軽水炉の燃料として使用されるようになった。現用の軽水炉では低濃縮の酸化ウラン(IV)の粉末をプレス機で直径・長さとも約1 cmに成型・加工し、高温で焼き固めたペレットが使われている。ペレットをジルコニウム製の燃料被覆管に詰めて燃料棒を構成し、燃料棒を8×8等の方形に束ねたものが燃料集合体であり、燃料集合体は炉心に装荷されて炉心部を構成する。
酸化ウラン(IV)は、天然に産出する閃ウラン鉱の組成そのものである。ウラン燃料の採掘から燃料棒として使用される部分の始まりと終わりが同じ物質で、中間に様々な化学処理や遠心分離などの操作を受けているといえる。

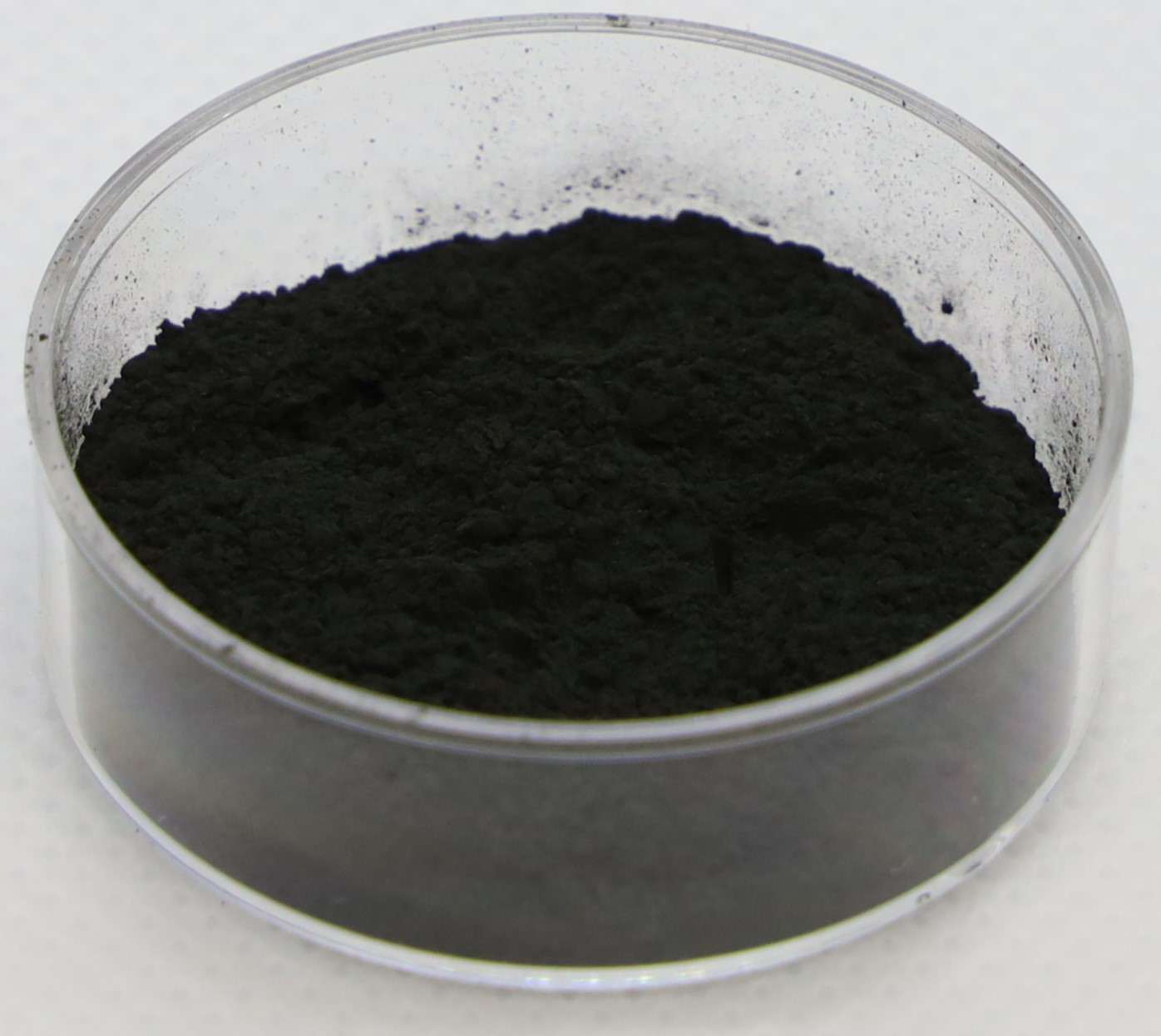
Urandioxid (Powder)
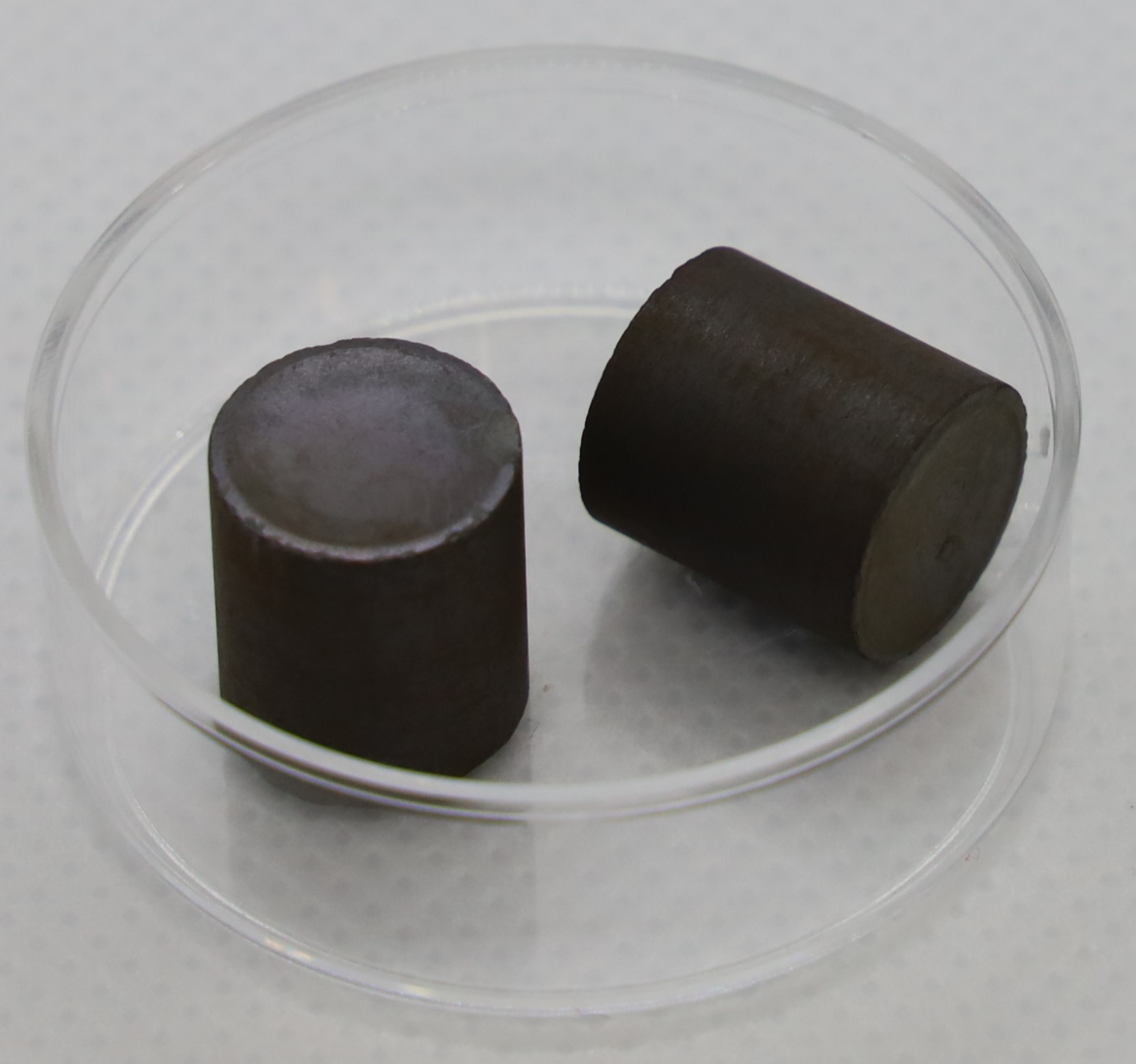
Urandioxid (Pellet)
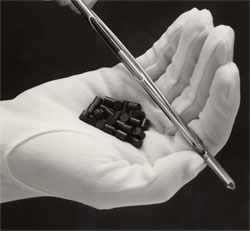
Urandioxid (Pellets)

## 化学反応
- 酸化ウラン(IV)を酸化雰囲気で800 °Cで加熱すると U3O8 となる。
- 酸化ウラン(IV)をフッ化水素と700 °Cで加熱すると UF4 となる。